# 新港町 (神戸市)

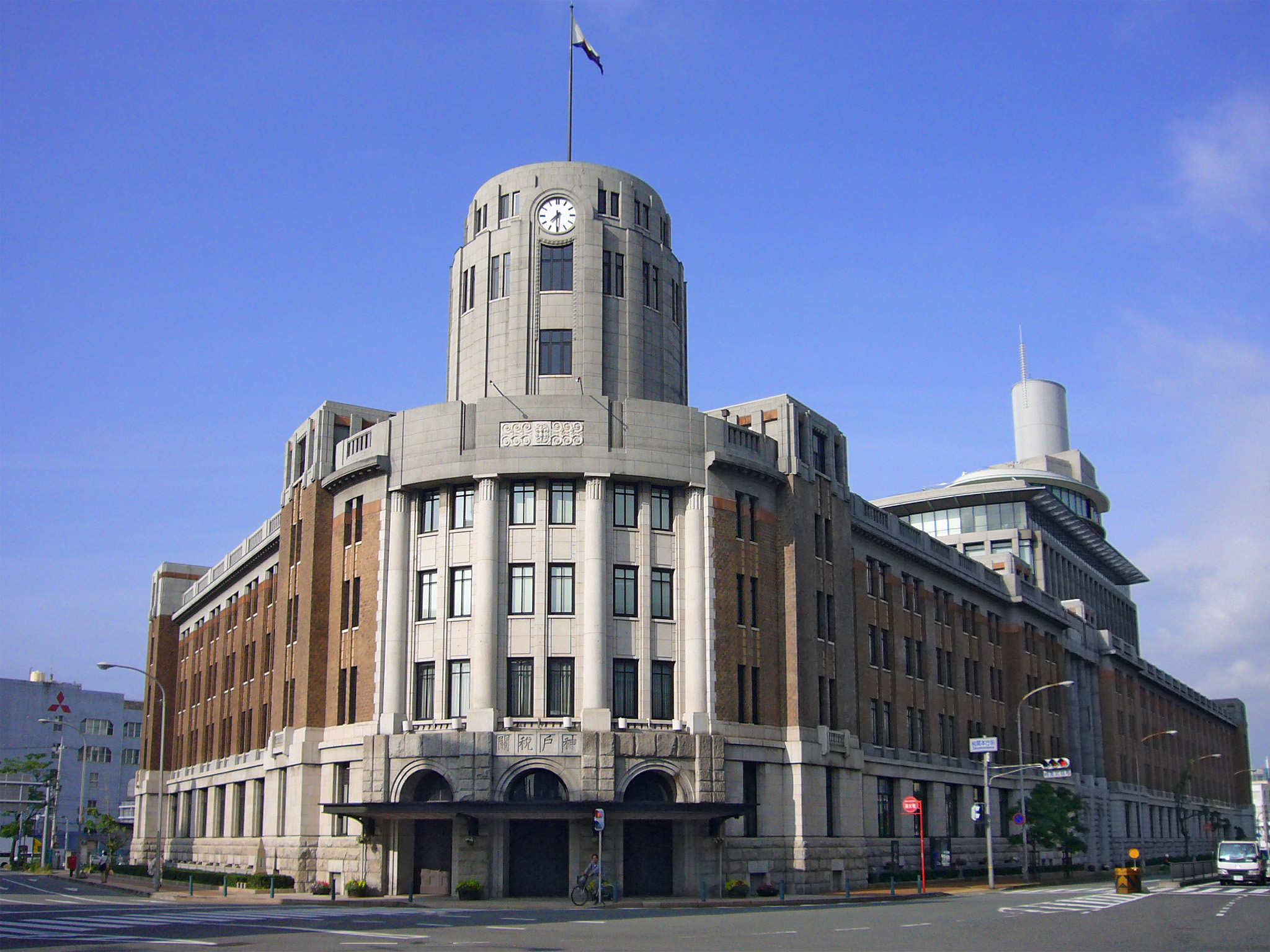
神戸税関

新港町（しんこうちょう）は兵庫県神戸市中央区の町名。丁番を持たない単独町名である。郵便番号は650-0041。

## 地理
旧・生田区沿岸東部、新港地域の西部にあたる。商業・工業地域で倉庫・港湾施設が建ち並ぶ。
北東は浜辺通、東は小野浜町、南は神戸大橋でポートアイランドの港島と接続、西は波止場町、北は東から順に海岸通、加納町。
第四突堤（神戸ポートターミナル）には神戸新交通ポートアイランド線が走り、ポートターミナル駅がある。

## 歴史
明治40年（1907年）起工の第一 - 第四突堤244,000m2が大正7年（1918年）に新しい港という意味で新港町と名づけられた。大正12年（1923年）、昭和5年（1930年）、昭和47年（1972年）などに地先の埋立地を編入している。昭和6年（1931年）より神戸区、昭和20年（1945年）より生田区、昭和55年（1980年）より中央区に所属。
- 昭和3年（1928年）、神戸臨港線小野浜 - 湊川間が開業。
- 昭和2年（1927年）、二代目神戸税関庁舎竣工。
- 昭和7年（1932年）、旧国立生糸検査所竣工。
- 昭和38年（1963年）、阪神高速道路京橋 - 柳原間が着工。
- 昭和45年（1970年）、阪神高速道路神戸 - 西宮間が開通。ポートアイランドと第四突堤の間に神戸大橋開通。
- 昭和55年（1980年）、海岸通一 - 六丁目・加納町一 - 六丁目の各一部を編入。
- 昭和60年（1985年）、神戸臨港線神戸港 - 湊川間廃止。

## 人口統計
- 平成17年国勢調査（2005年10月1日現在）での世帯数7、人口77、うち男性22人、女性55人[1]。
- 昭和63年（1988年）の世帯数11・人口22[2]。
- 昭和35年（1960年）の世帯数2・人口10[2]。
- 大正9年（1920年）の世帯数6・人口28[2]。